# Rwanda-asielplan

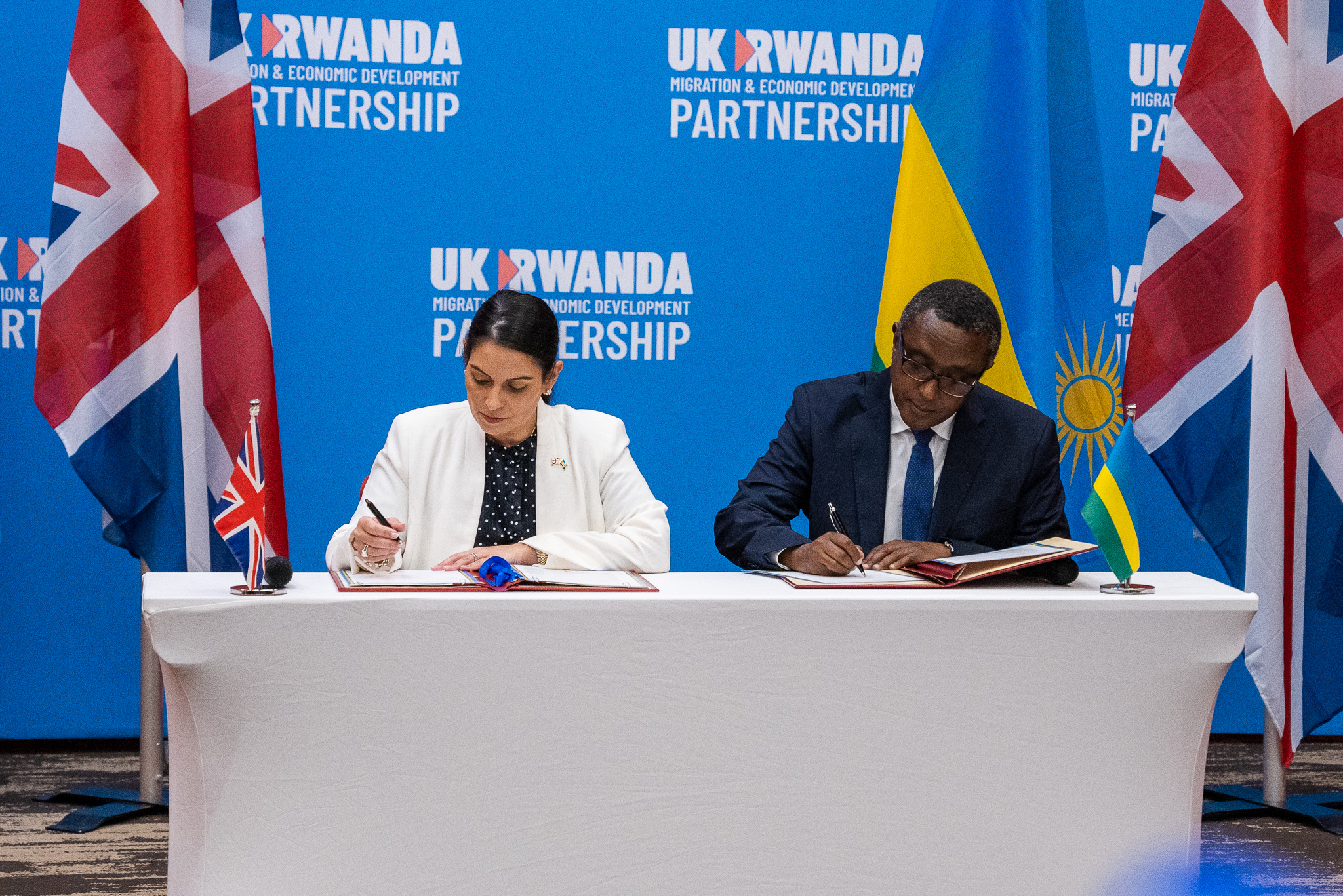
De Britse minister van Binnenlandse Zaken Priti Patel (links) en de Rwandese minister van Buitenlandse Zaken Vincent Biruta (rechts) ondertekenen het plan op 14 april 2022

Het Rwanda-asielplan (officieel het UK and Rwanda Migration and Economic Development Partnership, ook bekend als het Rwanda-plan of de Rwanda-deal) is een immigratiebeleid dat voor het eerst werd voorgesteld door de Britse regering in april 2022. Mensen die door het Verenigd Koninkrijk worden geïdentificeerd als illegale immigranten of asielzoekers zouden naar Rwanda worden overgebracht voor asiel en hervestiging. Degenen die met succes asiel kunnen aanvragen zouden in Rwanda blijven en niet naar Groot-Brittannië mogen terugkeren.
De eerste versie van dit plan kreeg de goedkeuring van het Hooggerechtshof en was gepland voor 14 juni 2022. Een last-minute tussenmaatregel van het Europees Hof voor de Rechten van de Mens leidde ertoe dat het plan werd stopgezet tot de juridische procedure in Groot-Brittannië was afgerond. 
Eind 2022 oordeelde het Hooggerechtshof dat het plan weliswaar rechtmatig was, maar dat de individuele zaken van acht asielzoekers die dat jaar zouden worden uitgezet, moesten worden heroverwogen. 
Het Hof van Beroep oordeelde op 29 juni 2023 dat het plan onrechtmatig was; met een beroep bij het Hooggerechtshof van het Verenigd Koninkrijk, dat op 15 november 2023 instemde met beslissing van de lagere rechtbank.
De Safety of Rwanda (Asylum and Immigration) Act 2024 verwierp de uitspraken van de rechtbank en verklaarde Rwanda tot een veilig land. Deze wet werd bekrachtigd op 25 april 2024, waardoor het verdrag met Rwanda formeel goedgekeurd werd.

## Geschiedenis
Het Rwanda-asielplan was een beleidsplan dat werd aangekondigd in een toespraak van de toenmalige Britse premier Boris Johnson op 14 april 2022. Het ging over een immigratiebeleid waarbij mensen die door het Verenigd Koninkrijk worden geïdentificeerd als illegale immigranten of asielzoekers naar Rwanda zouden worden overgebracht voor asiel en hervestiging. In ruil daarvoor zal Groot-Brittannië een onbepaald aantal van de "meest kwetsbare vluchtelingen" opnemen die momenteel in Rwanda verblijven. 
Het plan werd op 13 april 2022 ondertekend voor een duur van vijf jaar door de Britse minister van Binnenlandse Zaken Priti Patel en de Rwandese minister van Buitenlandse Zaken Vincent Biruta. Het doel was het aantal migranten dat het Kanaal oversteekt te verminderen, mensensmokkel te stoppen en de Rwandese investeringen en ontwikkeling te stimuleren. Johnson zei dat het "ontelbare levens zou redden" en het bedrijfsmodel van "gemene mensensmokkelaars" zou kapotmaken. 
Het Verenigd Koninkrijk zou Rwanda een "economisch transformatie- en integratiefonds" hebben betaald van £120 miljoen, en zou ook voor elke immigrant een bedrag tussen £20.000 en £30.000 hebben voorzien voor hun verhuizing en tijdelijke huisvesting in het kader van de regeling. 
In de overeenkomst met de Rwandese regering werd niet vastgelegd hoeveel migranten in het kader van de regeling zouden worden aanvaard, maar later werd gemeld dat het aanvankelijke maximum 200 zou zijn geweest. Ter vergelijking: het Verenigd Koninkrijk registreerde in 2022 45.755 mensen die met kleine boten arriveerden, 60% meer dan in 2021, aldus het ministerie van Binnenlandse Zaken. Dat heeft geleid tot een recordachterstand van 161.000 asielzaken.
Bij aankomst in Rwanda zouden migranten tijdelijk worden opgevangen in de hoofdstad Kigali terwijl hun asielaanvragen worden verwerkt. Als de aanvraag aanvaard zou worden, zouden migranten een permanente verblijfsvergunning in het land hebben gekregen en permanente huisvesting hebben gekregen. Er werd verwacht dat de verwerking van alle claims maximaal drie maanden zou duren. Eenmaal in Rwanda zouden migranten niet meer naar Groot-Brittannië mogen terugkeren om asiel aan te vragen.
Het Verenigd Koninkrijk heeft verklaard dat asiel in het land nog steeds op individuele basis zou zijn verleend, maar zou afhankelijk zijn van de sterkte van elke claim. Rwanda verklaarde dat zij geen immigranten met een strafblad zouden accepteren, noch gezinnen of minderjarigen.

## Toepassing
Op 14 mei 2022 zei Johnson in een interview met de Daily Mail dat vijftig migranten te horen hadden gekregen dat ze de komende twee weken naar Rwanda zouden worden vervoerd, en dat zijn regering voorbereid was op juridisch verzet tegen de uitvoering van het plan.
De eerste vlucht onder dit plan stond gepland voor 14 juni 2022 en zou naar verwachting meer dan 30 personen vervoeren. Op 14 juni was het verwachte aantal mensen op de vlucht teruggebracht tot zeven, door juridische aanvechtingen. Op de avond van 14 juni werd bevestigd dat de vlucht op die datum niet meer zou vertrekken na een tussenmaatregel van het Europees Hof voor de Rechten van de Mens. Minister van Binnenlandse Zaken Priti Patel zei dat ze "teleurgesteld" was door de uitkomst en dat de voorbereidingen voor "de volgende vlucht" onmiddellijk zouden beginnen.
Sinds 2022 hebben zes Rwandezen op grond van het akkoord asiel gekregen in Groot-Brittannië.

## Juridische uitdaging
Twee campagnegroepen – Detention Action en Care4Calais – sloten zich aan bij de Public and Commercial Services Union (PCS) en vier asielzoekers om het plan bij het Hooggerechtshof aan te vechten. Ze vroegen op het laatste moment een bevel aan om de eerste vlucht op 14 juni 2022 te stoppen. Op 10 juni 2022 weigerde het Hooggerechtshof echter het gevraagde bevel toe te kennen.
Om 19:30 uur op de dag van de geplande vlucht vaardigde het Europees Hof voor de Rechten van de Mens een voorlopige maatregel uit waarin werd gesteld dat een van de zeven passagiers, een Iraakse man, “een reëel risico op onomkeerbare schade” zou lopen als hij werd vervoerd naar Rwanda. Die voorlopige maatregel was voor de overige zes passagiers aanleiding om in beroep te gaan, sommigen bij rechters in Londen. De deportatiebevelen werden geschrapt en de vlucht werd geannuleerd. Na de tussenkomst van het EHRM riepen sommige politiekers het Verenigd Koninkrijk op om het EHRM te verlaten.
Op 19 december 2022 oordeelde het Hooggerechtshof dat het plan om asielzoekers naar Rwanda te sturen rechtmatig was. Een groep asielzoekers die voor uitzetting waren geselecteerd, ging echter in beroep bij het Hof van Beroep, dat op 29 juni 2023 oordeelde dat het plan onrechtmatig was omdat Rwanda geen veilig land is. Premier Rishi Sunak beloofde tegen de uitspraak in beroep te gaan bij het Hooggerechtshof van het Verenigd Koninkrijk.
De regering lanceerde vervolgens haar geplande beroep tegen de uitspraak. Het Hooggerechtshof hield op 9 oktober 2023 een driedaagse hoorzitting over het beleid. Tijdens de hoorzitting betoogde de regering dat men erop kon vertrouwen dat Rwanda vluchtelingen op een humane manier zou behandelen, terwijl de advocaten die de migranten vertegenwoordigden het land beschreven als een "autoritaire eenpartijstaat" met een “jammerlijk gebrekkig” asielsysteem. In een unanieme uitspraak stemde de rechtbank in met een uitspraak van het Hof van Beroep, waarbij het plan onwettig werd bevonden op grond van tekortkomingen in het Rwandese asielsysteem.
Na op 5 december 2023 een nieuw verdrag met Rwanda te hebben gesloten, heeft de regering op 7 december de Safety of Rwanda (Asylum and Immigration) Act 2024 voorgesteld, die op 23 april 2024 werd aangenomen. De wet verwerpt de vonnissen en verklaart Rwanda tot een veilig land.

## Ontvangst

### Verenigd Koninkrijk
Uit een YouGov-peiling op 14 april 2022 bleek dat 42% van de ondervraagden het niet eens was met het plan, terwijl 35% vóór was. De resultaten verschilden afhankelijk van de partijvoorkeur. De meerderheid van de conservatieve aanhangers was het met het plan eens, terwijl de meerderheid van de Brexiteers, Remainers, liberaal-democratische aanhangers en Labour-aanhangers tegen waren. Labour-kiezers in de zogenaamde Red Wall en Wales waren van alle aanhangers van de partij het meest eens met het beleid. Mensen in Schotland en Londen, maar ook jongeren in het hele land, waren het meest tegen het plan. De ouderen gaven het daarentegen de meeste steun. Op 13 juni 2022 meldde een YouGov-peiling dat 44% van de ondervraagden het plan steunde en dat 40% ertegen was. Uit een nieuwe opiniepeiling van YouGov op 30 juni 2023 bleek dat 42% vóór en 39% tegen was.
Op de dag dat het beleid werd aangekondigd, werden er buiten het ministerie van Binnenlandse Zaken gedemonstreerd en waarschuwden liefdadigheidsinstellingen voor de mensenrechtenschendingen in Rwanda. De deportatievlucht naar Rwanda zou worden uitgevoerd door Privilege Style, een in Spanje gevestigde chartermaatschappij die eerder deportatievluchten voor het ministerie van Binnenlandse Zaken had uitgevoerd. Er is vastgesteld dat zeven luchtvaartmaatschappijen het afgelopen jaar contractdiensten voor dergelijke vluchten hebben aangeboden. Privilege Style maakte later bekend de gevraagde deportatievluchten niet te zullen uitvoeren vanwege een campagne van pressiegroep Freedom from Torture.
Zoals samengevat in de Evening Standard van 15 april 2022 noemden de Daily Mirror en The Guardian het plan "onmenselijk", terwijl de <i id="mwwA">i</i> het "wreed" noemde, en de Daily Mail noemde de tegenstanders "linkse advocaten en nee-zeggers".
Onderminister van Binnenlandse Zaken, Matthew Rycroft, zou op 17 april 2022 twijfel hebben geuit of het plan migranten wel zou afschrikken en of het de kosten waard zou zijn, terwijl minister van Binnenlandse Zaken Priti Patel zei dat het vooruitzicht om naar Rwanda te worden gestuurd de mensensmokkel zou ontwrichten. Het jaar daarop uitten andere functionarissen van het ministerie van Binnenlandse Zaken soortgelijke twijfels over de haalbaarheid van het plan.
Aartsbisschop van Canterbury, Justin Welby, zei tijdens een preek op Paaszondag dat het plan "ernstige ethische vragen" opriep en "het oordeel van God" niet doorstond.
Op 15 juni 2022 bekritiseerde Yvette Cooper van Labour het plan in een gedachtewisseling in het Lagerhuis door te zeggen dat Rwanda in het verleden asielzoekers had neergeschoten omdat ze protesteerden tegen voedseltekorten, en asielzoekers had teruggestuurd naar Syrië en Afghanistan. Ze zei dat Patel er niet in slaagde een betere overeenkomst met Frankrijk te bereiken om te voorkomen dat mensen het Kanaal overstaken, omdat de relevante relaties met Frankrijk verslechterd waren.
De leider van de oppositie en de Labour-partij, Keir Starmer, beweerde dat Boris Johnson het plan gebruikte als een "wanhopige aankondiging om af te leiden van zijn eigen wetsovertredingen"; Johnson had de dag ervoor een boete gekregen vanwege zijn betrokkenheid bij het Partygate-schandaal. Zijn partij bekritiseerde het ook als een "onwerkbaar, onethisch en buitensporig beleid dat de Britse belastingbetaler miljarden ponden zou kosten tijdens een crisis in de kosten van levensonderhoud". Liberaal-democratische leider Ed Davey herhaalde soortgelijke zorgen als Starmer. Hij bekritiseerde ook de kosten van de regeling en sprak zijn wens uit om deze in plaats daarvan te besteden aan de kosten van levensonderhoud. De Scottish National Party reageerde negatief op het beleid, waarbij de toenmalige Schotse eerste minister Nicola Sturgeon het "verachtelijk" noemde, SNP Commons-leider Ian Blackford het "kwaadaardig" noemde en de Schotse minister van Volksgezondheid Humza Yousaf het gebruikte als bewijs van institutioneel racisme in de Britten. regering.

### Rwanda
De Rwandese president Paul Kagame verdedigde het asielplan. Hij wees de beschuldigingen dat "het Verenigd Koninkrijk Rwanda geld heeft gegeven om mensen hier te dumpen" van de hand, en stelde verder dat het "slechts een probleem is dat moet worden opgelost en dat Rwanda bereid is te helpen". Hij vergeleek het plan positief met zijn eigen voorstel uit 2018 om asiel te verlenen aan Libische vluchtelingen.
Victoire Ingabire, leider van de oppositie in Rwanda, bekritiseerde het beleid omdat hiermee werd tegemoetgekomen aan specifiek Britse problemen, terwijl de problemen van Rwanda eerst moesten worden aangepakt. Ze beweerde ook dat Rwanda niet voorbereid was op de nieuwe immigranten: “Als onze mensen niet genoeg te eten hebben, als onze kinderen of de kinderen van Rwanda niet de mogelijkheid hebben om naar school te gaan vanwege de armoede, hoe zal de Rwandese regering dan onderwijs geven aan de kinderen van vluchtelingen?"
Bisschop Laurent Mbanda, het hoofd van de Anglicaanse Kerk van Rwanda, steunde de plannen. Hij zei dat de bevolking van het land zich inleefde in vluchtelingen vanwege hun eigen ervaringen met de Rwandese genocide in de jaren negentig.